# Szuperintelligencia
A Szuperintelligencia (Superintelligence: Paths, Dangers, Strategies) egy 2014-ben megjelent ismeretterjesztő könyv Nick Bostrom tollából, melynek központi témája a mesterséges intelligencia fejlődése, és a jövőre mért hatása. Nick Bostrom azon MI-t, mely minden tekintetben képes felülmúlni az emberi agyat, szuperintelligenciaként definiálja.
A könyv felkapaszkodott a New York Times bestseller listájára, és az utóbbi évek egyik meghatározó tudományos munkájává nőtte ki magát. Kiadásának pillanatában több országnak is eladták a kiadási jogokat. Magyarországon az Ad Astra kiadó jelentette meg, és a könyv elejét online ingyenesen elérhetővé tette.

## Téma
A könyv az emberi agyat felülmúló mesterséges intelligenciával, az ún. „szuperintelligenciával” foglalkozik.  Biztosra veszi, hogy a közel- vagy a távoli jövőben mindenképpen feltaláljuk a minket felülmúló mesterséges értelmet. Annak pozitívumával és negatívumával, nem csak természettudományos, hanem filozófiai értelemben is körüljárja a kérdést. Nick Bostrom szerint a „rossz útra tért” MI-k hozzájárulhatnak az emberiség egyeduralmának megdöntéséhez vagy kipusztításához, ezért nagyon fontos, hogy a fejlesztésüknél a biztonságra, azaz az irányíthatóságra törekedjünk. A Szuperintelligencia c. könyv az utóbbiakhoz ad útmutatást. 

## Fogadtatás
A könyv számtalan pozitív kritikát zsebelt be a szakma nagyjaitól. Elon Musk (többek közt a PayPal, a SpaceX és a Tesla alapítója) egyetért Bostrommal abban, hogy a mesterséges intelligencia veszedelmesebb a nukleáris fegyvereknél. Bill Gatest a könyv győzte meg arról, hogy az MI kontrollálatlan fejlődése még ebben az évszázadban a vesztünket okozhatja. Robert Li, a Baidu CEO-ja azt nyilatkozta, hogy csak ajánlani tudja mindenkinek a professzor könyvét.  A Financial Times tudományos szakértője szerint Bostrom elég realistán ábrázolja az MI fejlődésében rejlő veszélyeket ahhoz, hogy elgondolkodtassa az embereket. A The Guardian kritikusa szerint még a legszofisztikáltabb gépeknek is vannak határai, annak lehetőségével pedig, hogy az MI megdönti az emberiséget, már az 1960-as évek óta riogatják a népet. Ennek ellenére ő is ajánlotta Bostrom könyvét.
Bostrom kollégái közül többen állították, hogy a nukleáris háború és a nano- és biotechnológiát felhasználó fegyverek jelenleg nagyobb veszélyt jelentenek ránk nézve a szuperintelligencia megszületésénél. A The Economist szerint Bostrom könyvére érdemes odafigyelni, mindannak dacára, hogy nagyon sok filozófiai tartalmat kever össze a természettudományos ismereteivel. Más újságírók szerint Bostrom túlbecsüli a szuperintelligencia kártékonyságát, mivel napjaink legsürgetőbb veszélyforrásának tartja. A The Daily Telegraph újságírója, Tom Chivers szerint a könyv nehéz olvasmány, de megéri a fáradságot.

## Magyarul
- Szuperintelligencia. Utak, veszélyek, stratégiák; ford. Hidy Mátyás; Ad Astra, Bp., 2015